# Harald Wergeland
Harald Nicolai Storm Wergeland (Norderhov, 14 de março de 1912 – 25 de janeiro de 1987) foi um físico norueguês. Foi professor do Instituto Norueguês de Tecnologia.
Filho de Harald Nicolay Storm Wergeland (1884–1953) e Ebba Marie Weien (1889–1952). Casou em 1937 com Hedvig Louise Ording, irmã de Fredrik Ording.
Completou a formação secundária com o examen artium em 1931. Graduado em engenharia química no Instituto Norueguês de Tecnologia em 1936, obteve um grau de dr.philos. em 1942.
Foi professor de física de 1946 a 1979 no Instituto Norueguês de Tecnologia em Gløshaugen. Foi também professor associado na Universidade Purdue de 1948 a 1949. Wergeland participou da fundação da CERN (Organização Europeia para a Pesquisa Nuclear) e foi membro das Conferências Pugwash sobre Ciência e Negócios Mundiais na Noruega.